# Contea di Culberson
La contea di Culberson (in inglese Culberson County) è una contea dello Stato del Texas, negli Stati Uniti. La popolazione al censimento del 2000 era di 2 398 abitanti. Il capoluogo di contea è Van Horn. La contea è stata fondata nel 1911 e organizzata l'anno seguente. Il suo nome deriva da David Browning Culberson (1830–1900), avvocato e soldato confederato durante la Guerra di secessione americana.

## Geografia fisica
| Anno | Popolazione | ±%     |
| ---- | ----------- | ------ |
| 1920 | 912         |        |
| 1930 | 1,228       | 34.6%  |
| 1940 | 1,653       | 34.6%  |
| 1950 | 1,825       | 10.4%  |
| 1960 | 2,794       | 53.1%  |
| 1970 | 3,429       | 22.7%  |
| 1980 | 3,315       | −3.3%  |
| 1990 | 3,407       | 2.8%   |
| 2000 | 2,975       | −12.7% |
| 2010 | 2,398       | −19.4% |

Secondo l'Ufficio del censimento degli Stati Uniti d'America la contea ha un'area totale di 3,813 miglia quadrate (9,880 km²), di cui 3,813 miglia quadrate (9,880 km²) sono terra, mentre 0.2 miglia quadrate (0,52 km², corrispondenti allo 0.01% del territorio) sono costituiti dall'acqua. Si tratta della quinta contea più grande per estensione del Texas. La maggior parte del Parco nazionale dei Monti Guadalupe si trova nell'angolo nord-occidentale della contea.

### Strade principali
- Interstate 10
- U.S. Highway 62
- U.S. Highway 180
- U.S. Highway 90]
- State Highway 54

### Contee adiacenti
- Eddy County (nord)
- Reeves County (est)
- Jeff Davis County (sud)
- Hudspeth County (ovest)
- Otero County (nord-ovest)

### Aree protette
- Parco nazionale dei Monti Guadalupe
  - Guadalupe Peak
  - El Capitan
  - McKittrick Canyon

## Comunità

### Town
- Van Horn

### Comunità non incorporate
- Kent
- Pine Springs

### Città fantasma
- Lobo